# 亞麻籽油

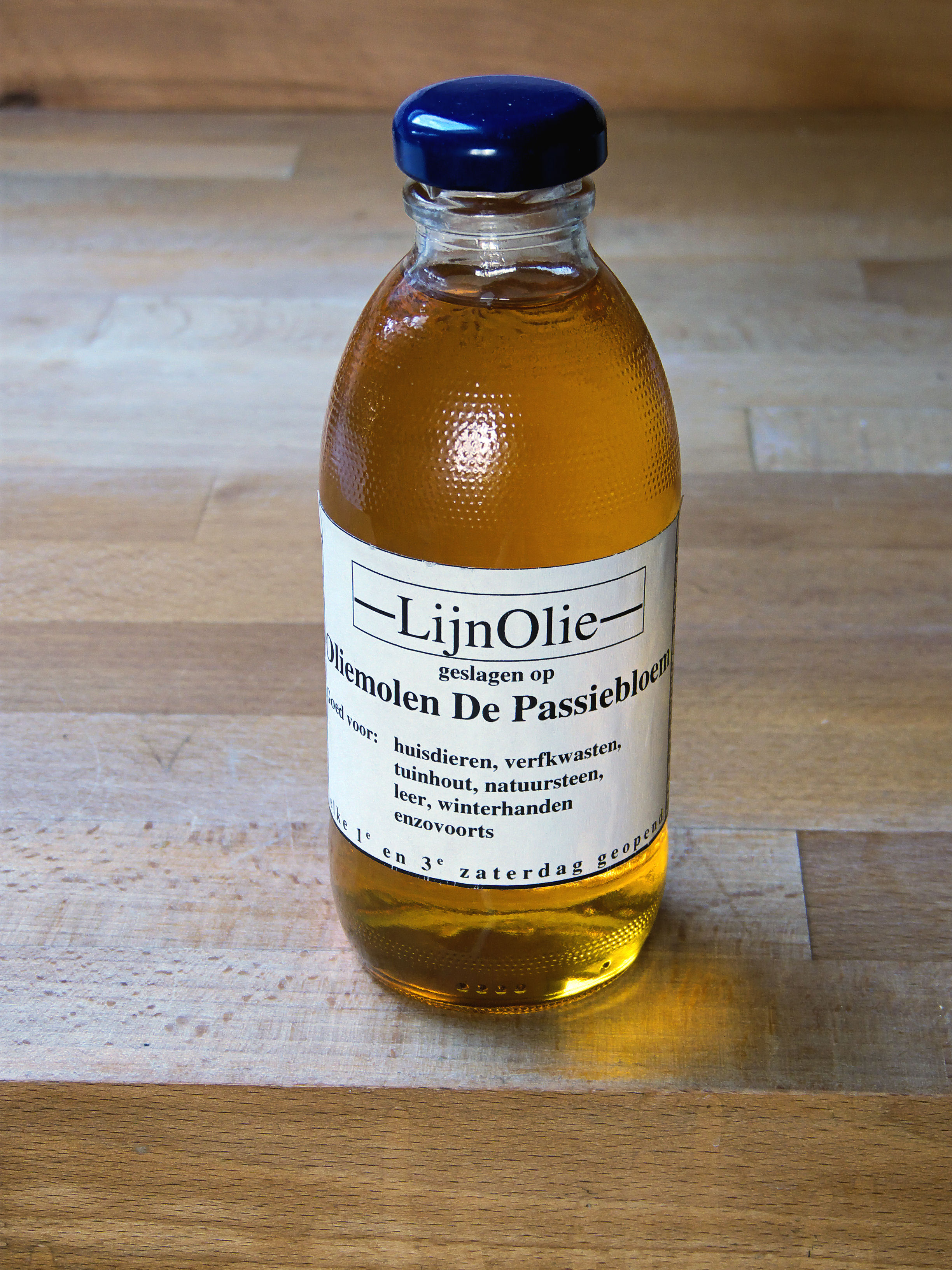
亞麻籽油

亞麻籽油（英語：（工業）、 （食用））又稱亞麻仁油、亞麻仁籽油、亞麻油，是從亚麻的干燥成熟種子中獲得的無色至淡黃色油。利用萃取來取得油，有時需要用溶劑萃取。亞麻籽油也是作為營養補充品中需要使用到的食用油。